# Yulong Shan
De Yulong Shan of Yulong Xueshan (Chinees: 玉龙雪山, pinyin: yùlóngxuěshān, letterlijk: "sneeuwberg van de jaden draak"; Naxi: Satseto) is een bergmassief in het noordwesten van de Chinese provincie Yunnan. De berg ligt ongeveer 35 km ten noordwesten van de stad Lijiang. De hoogste top, Shanzidou, is met een hoogte van 5596 m boven zeeniveau het hoogste punt in de Yunling Shan, een deelketen van de Hengduan Shan. De steile westzijde van de berg vormt de oostelijke flank van de Tijgersprongkloof (Hutiao Xia).
Een vroege expeditie naar de Yulong Shan stond onder leiding van de Australische jurist en feminist Marie Byles in 1938. Vanwege slecht weer lukte het niet de hoogste top te bereiken. Byles was daardoor zo teleurgesteld dat ze zich tot het boeddhisme bekeerde. De Oostenrijks-Amerikaanse antropoloog Joseph Rock woonde lange tijd in de buurt van de berg, waar hij de cultuur van de lokale Naxi-bevolking bestudeerde en beschreef. Rocks werk inspireerde Europese schrijvers als Bruce Chatwin en Michael Palin om het gebied te bezoeken en over de berg te schrijven.
De hoogste top van de Yulong Shan werd slechts een keer beklommen. Dit gebeurde op 8 mei 1987 door een Amerikaanse expeditie.
In het begin van de 21e eeuw kwam in het gebied massa-toerisme op gang. Het bergmassief wordt beschermd als een "schilderachtig gebied" (jingqu). Bezoekers dienen toegang te betalen om het gebied te betreden. Er zijn diverse voorzieningen zijn aangelegd. De meest spectaculaire daarvan is een kabelbaan die de bezoeker op 4506 m hoogte brengt. Ongeveer 200 meter hoger bevindt zich een uitzichtspunt over de gletsjers en scherpe toppen van de berg. Vanwege de grote hoogte is het mogelijk zuurstofflessen tegen hoogteziekte te kopen.